# Jive

A jive egy 4/4-es ütemű szalontánc, mely az Amerikai Egyesült Államokban élő afro-amerikaiaktól ered, az 1930-as évekből. Egyike a szving zenére alkalmazható táncoknak. „Jive” néven először Cab Calloway mutatta be a nagyközönségnek, 1934-ben.
A jive 1968 óta egy, az öt nemzetközi latin tánc közül.

## A jive története
A szving zenére több, egymáshoz hasonló, esetenként nehezen megkülönböztethető tánc született, ilyen a jitterbug, a lindy hop és a jive, majd később a boogie is. A jive egy gyors tempójú, élénk és felszabadult, de ugyanakkor visszafogott és kulturált verziója a jitterbug-nak és lindy hop-nak. Glenn Miller 1938-ban mutatta be saját jive táncát, a „Doin' the Jive” című dalra.
A 30-as és 40-es években a szvinget játszó jazz zenészek szóhasználatában a „jive” egy gördülékenységet, vagy ostoba beszédet jelentő kifejezés volt. A szó a giouba szóból származik, ami az afrikai juba tánc tradicionális megnevezése.
Noha a jive kifejezés és tánc Amerikából származik, pontos szabálya  és szalontánccá válása Angliában született. A szving, mint zenei stílus már korábban is ismert és népszerű volt Európában, a lindy hop és jitterbug táncokat amerikai katonák hozták Európába 1942-ben. A felszabadított európai területeken mindkét tánc hamar elnyerte a fiatalok tetszését, a német megszállás alatti országokban tiltott műfajnak számítottak, akárcsak maga a dekadensnek kikiáltott szving zene. Az angliai variációkban a jitterbug és lindy hop technikája olyan táncok kialakulásához vezetett, mint a boogie-woogie és a swing boogie, mindkettőre fokozatosan a „jive” kifejezést kezdték használni. Míg Amerikában a szving zene összes táncát, köztük a jive-ot is egyre inkább szvingnek kezdték nevezni, a „jive” kifejezés amerikai eredete ellenére Angliában vált népszerűvé.
A háború után a boogie lett a domináns populáris zenei műfaj, viszont sokan közönséges, esetenként erkölcstelen táncnak titulálták. Alex Moore, a híres szalontáncos guru azt állította, hogy sosem látott ennél csúnyábbat. Angol oktatók ezért kifejlesztették az elegáns és élénk szalontánc jive-ot, némileg lassabb zenére. A jive, mint tánc kiválóan alkalmazható rock and roll zenére. 1968-ban adoptálták az ötödik latin táncként a nemzetközi versenyekbe. Mai, modern formája az 1990-es években született meg.

## Jive a táncversenyeken
Versenyeken általában 176 ütem/perc gyorsasággal táncolják, de bizonyos esetekben ez 128 és 160 közötti bpm-re korlátozódik. Sok alaplépése hasonlít az east coast swing-hez, a fő különbség a sasszék kiélezett ritmusában van.